# Варга Євген Самійлович
Варга Євген Самуїлович (угор. Varga Jenő; нар. 6 листопада 1879, Будапешт — пом. 7 жовтня 1964, Москва) — радянський економіст, академік АН СРСР (з 1939), академік Академії наук Української РСР (22.02.1939), лауреат Ленінської премії (1963), діяч міжнародного комуністичного і робітничого руху.

## Біографія
Народився в єврейській родині сільського вчителя.
Закінчив Будапештський університет (1909) зі ступенем доктора філософії.
У роки навчання в Будапештському університеті серйозно вивчав твори теоретиків марксизму, брав участь в соціал-демократичному русі в Австро-Угорщині та Німеччині, з 1906 року був членом угорської соціал-демократичної партії, примикав до її лівого крила. Співпрацював у теоретичних органах соціал-демократичної преси; розгорнув активну дискусію з ідеологом австромарксизма Отто Бауером щодо інфляції в Австро-Угорщині. До Першої світової війни деякий час підтримував центристську позицію в середовищі європейської соціал-демократії, орієнтуючись на праці Карла Каутського; в 1914 році засудив її як опортуністичну і встав на антивоєнні позиції Леніна і Рози Люксембург.
З 1918 році професор політичної економії в Будапештському університеті.
Активний діяч Угорської Радянської республіки. В 1919 році емігрував в СРСР. Зустрічався і листувався з В. І. Леніним, був делегатом 4, 5 і 6-го конгресів Комінтерну. В 1927-47 роках очолював Інститут світового господарства і світової політики АН СРСР; головний редактор журналу «Мировое хозяйство и мировая политика». Праці з питань політичної економії капіталізму. Нагороджений 3 орденами Леніна, орденом Трудового Червоного Прапора.

## Сім'я
Дочка — Марія Євгенівна Варга (одружена з фізіологом Яковом Матвійовичем Прессманом). Внучка — психолог Ганна Яківна Варга (нар. 1954), кандидат психологічних наук, автор книг «Вступ до системної сімейної психотерапії» (2009) та «Сучасна дитина: енциклопедія взаєморозуміння» (2006).

## Нагороди, премії, почесні звання
- Орден Трудового Червоного Прапора (10.06.1945)
- Три ордени Леніна (21.11.1944; 1953; 05.11.1959)
- Медаль «За доблесну працю у Великій Вітчизняній війні 1941—1945 рр.» (1945)
- Премія імені Ст І. Леніна (1935) — за книгу «Нові явища у світовій економічній кризі» (М., 1934)
- Ленінська премія (1963)
- Почесний член Угорської академії наук (1955)

## Праці
- Проблеми економічної політики за пролетарської диктатури. — М., 1922.
- Криза світового капіталістичного господарства. — М., 1923.
- Захід сонця імперіалізму. — М., 1923.
- Світова економіка та світова криза. — М., 1925.
- Економіка капіталізму під час заходу сонця після стабілізації. — М., Л. 1928.
- Світова економічна криза. — М.: Держвидав РРФСР «Московський робітник», 1930. — 173 с.
- Проблема «організованого капіталізму». — М.: Держвидав РРФСР Московський робітник, 1930. — 28, [3] с.
- Історичне коріння особливостей німецького імперіалізму. — М., 1946.
- Зміни економіки капіталізму внаслідок Другої світової війни. — М., 1946.
- Основні питання економіки та політики імперіалізму (після Другої світової війни). — 2 видавництва, М., 1957 .
- Капіталізм ХХ століття. — М.: Держполітвидав, 1961. — 148 с.
- Нариси щодо проблем політекономії капіталізму. — М.: Політвидав, 1964. — 383 с.
- Вибрані твори: Початок загальної кризи капіталізму Економічні кризи Капіталізм після Другої світової війни (у 3-х томах). — М., 1974.